# Aquilegia olympica
Aquilegia olympica är en ranunkelväxtart som beskrevs av Pierre Edmond Boissier. Aquilegia olympica ingår i släktet aklejor, och familjen ranunkelväxter. Inga underarter finns listade i Catalogue of Life.

## Bildgalleri

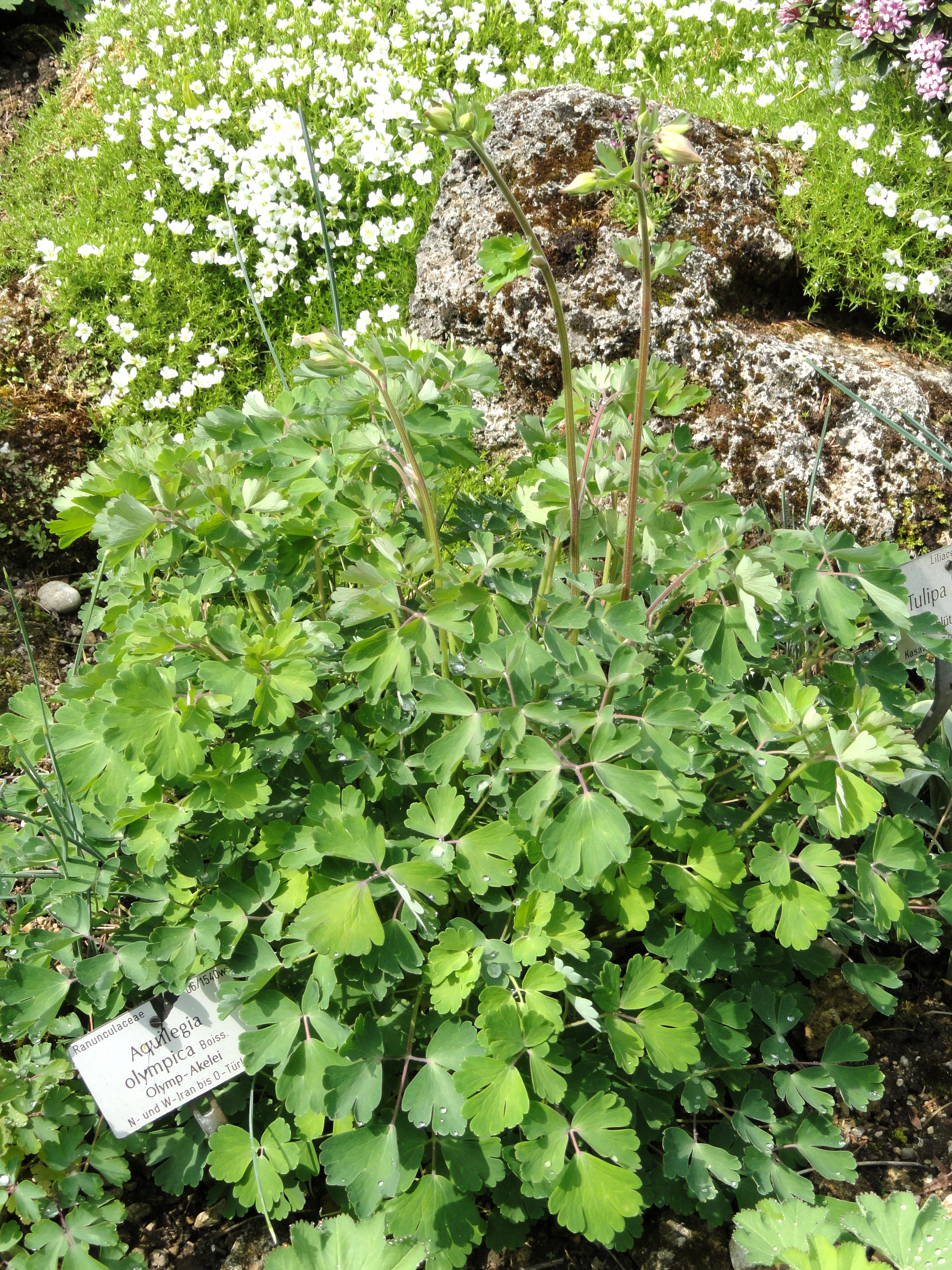
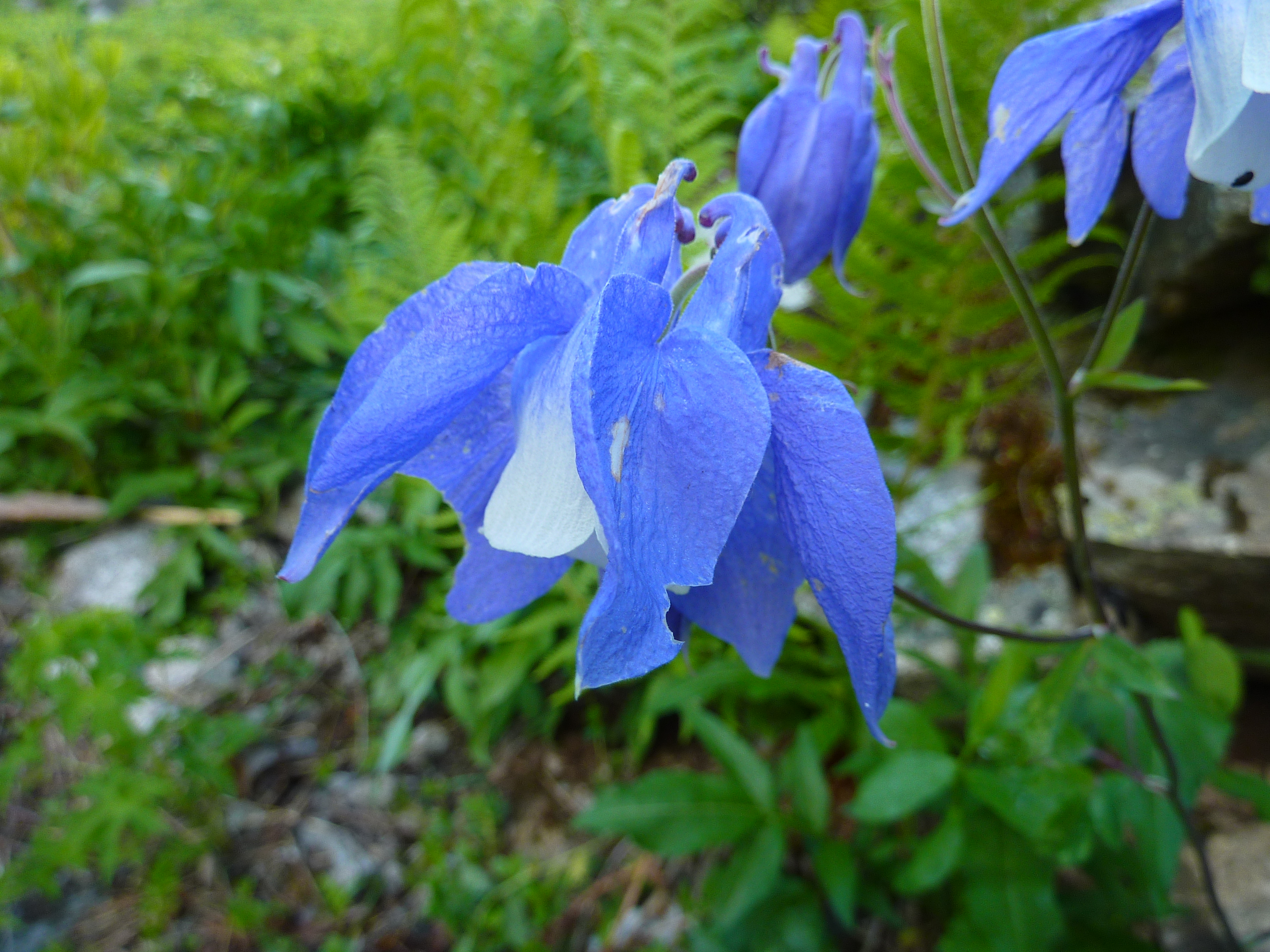
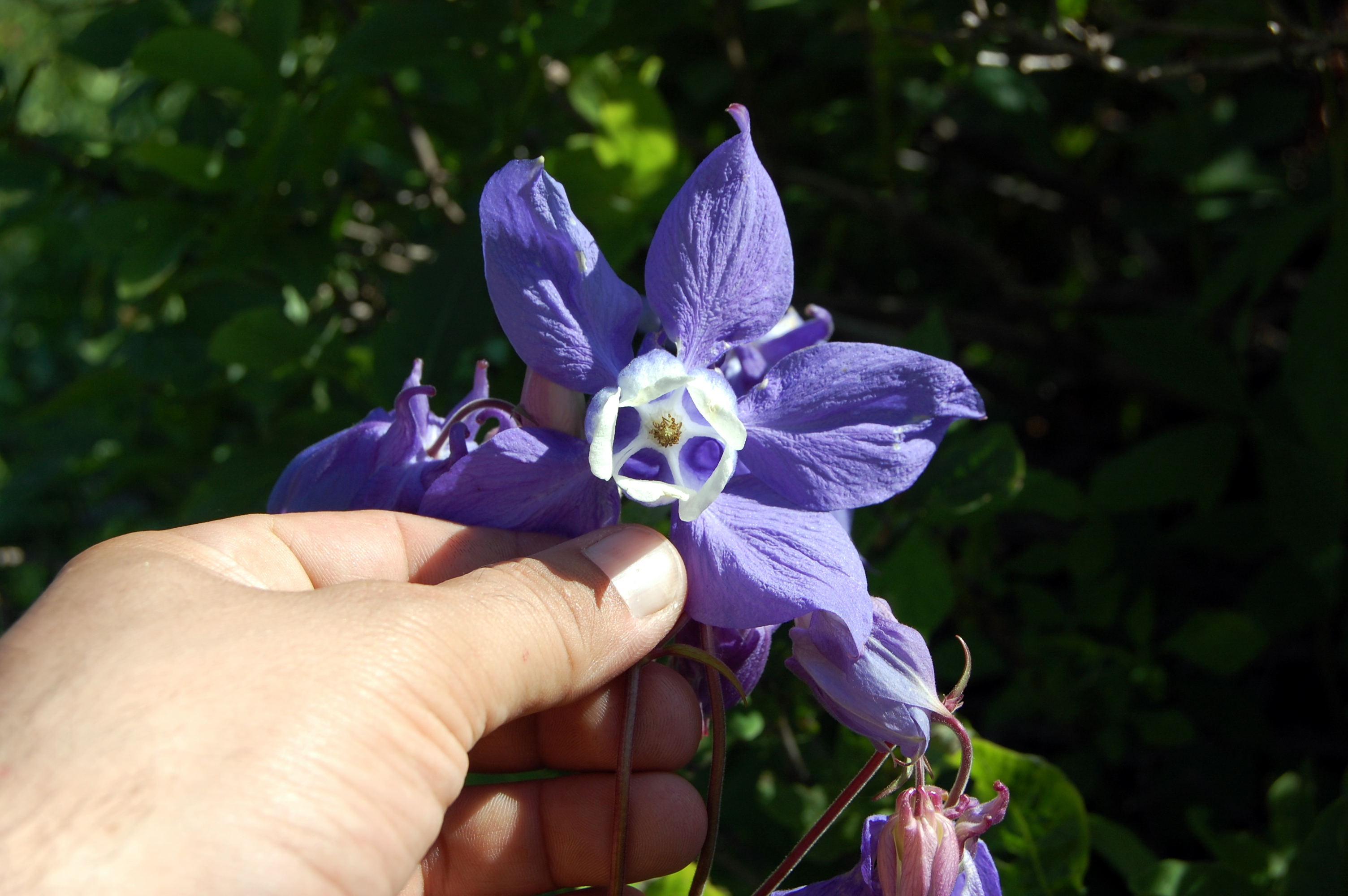
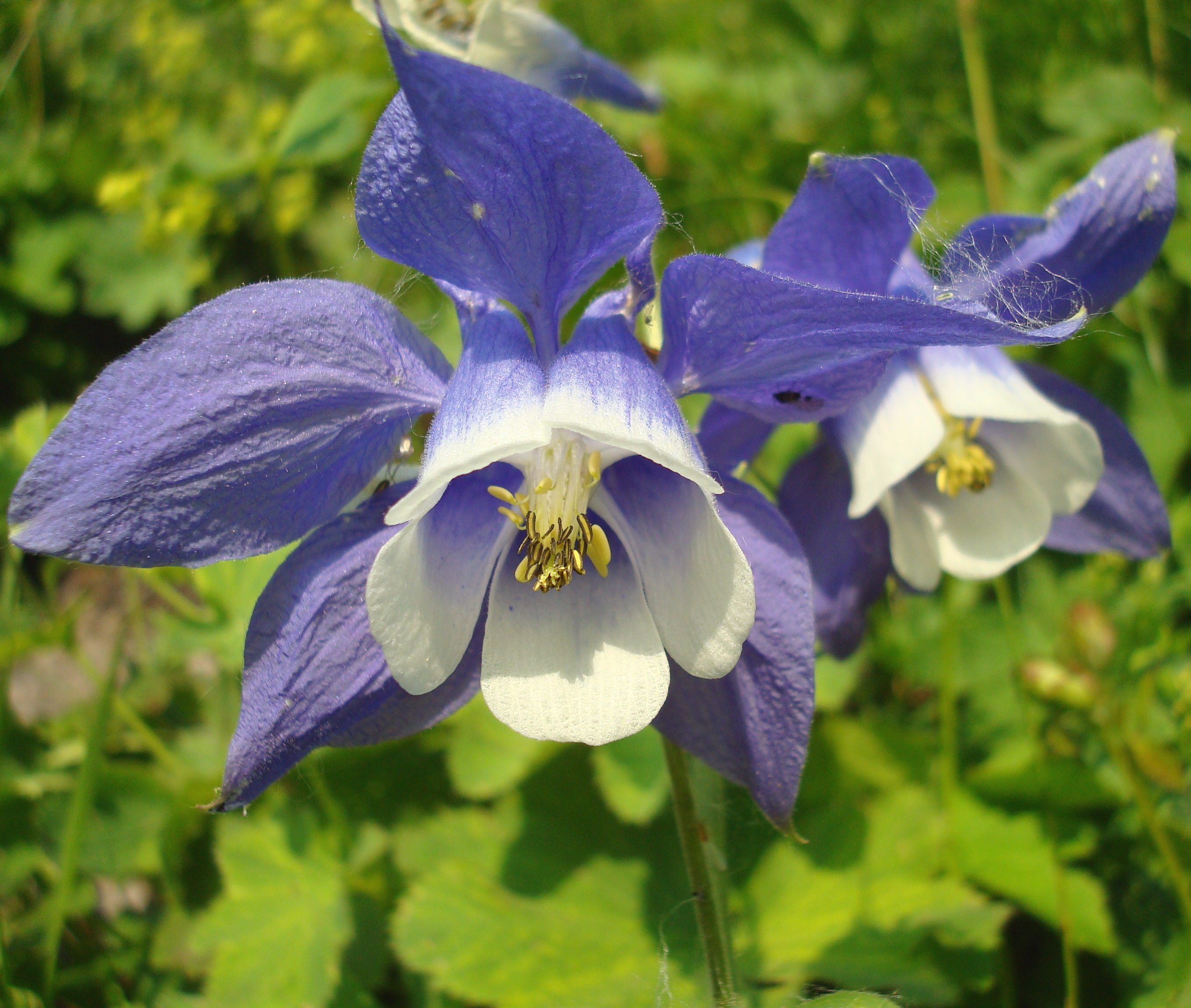
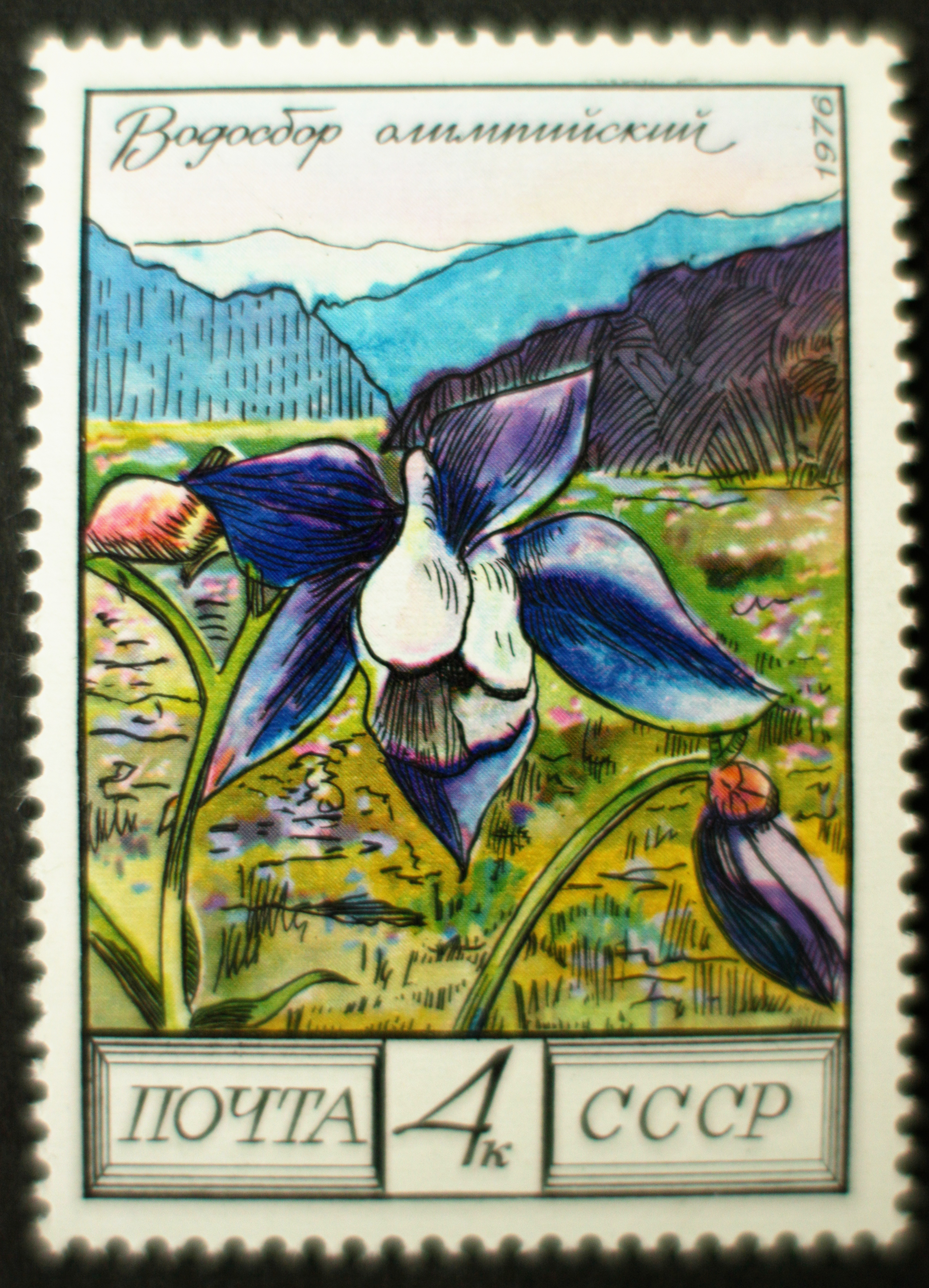